# Hotel Savoy w Łodzi
Hotel Savoy** – zabytkowy hotel w Łodzi, znajdujący się przy ul. Romualda Traugutta 6, w niedalekiej odległości od głównej ulicy miasta – ul. Piotrkowskiej.

## Historia
Budowa hotelu rozpoczęła się w 1909 r. z inicjatywy wiedeńskiego inwestora, finansisty Salomona Ringera. Jeszcze w trakcie budowy (1911 r.) Ringer sprzedał obiekt Ottonowi Szulcowi, który z kolei w 1912 r. odsprzedał nieruchomość czterem inwestorom z Petersburga i Mińska. Prace budowlane prowadzone były na podstawie projektu architekta powiatowego Stefana Lemmené. 
Obiekt został wybudowany w 1911 r. Budynek, liczący ok. 35 m wysokości, był najwyższym budynkiem niesakralnym w Łodzi do 1955, kiedy to powstał wieżowiec Centrali Tekstylnej (popularnie znany jako wieżowiec Telewizji), a także przez pewien czas, jednym z najwyższych budynków wielkomiejskich w Polsce. Na początku XX wieku Savoy wyróżniał się znacznie wysokością, spośród tradycyjnej śródmiejskiej zabudowy, przez co budził fascynację w łodzianach, a także turystach. W "pierwszym łódzkim wysokościowcu", jakim mianem się go określa, została zastosowana konstrukcja szkieletowa, co było rozwiązaniem nowatorskim jak na owe czasy. Budynek jest utrzymany w stylistyce secesyjno-modernistycznej. Dwie dolne kondygnacje, przeszklone są dużymi, kwadratowymi oknami urozmaiconymi nad wejściem okrągłym oknem obramowanym ornamentem w kształcie pawich piór charakterystycznym dla secesji. Wyższe kondygnacje wzbogacone są wąskimi balkonami i zaokrąglonymi wykuszami z minimalistycznymi, modernistycznymi zdobieniami. Rys modernistyczny nadają budynkowi zastosowanie zależnej konstrukcji, przeszklenia dwóch dolnych kondygnacji oraz oszczędny detal elewacji. 
Hotel dysponuje 123 miejscami noclegowymi w apartamentach i w pokojach 1- i 2- osobowych, a także klimatyzowanymi salami konferencyjnymi dla 40, 50, 70 i 120 osób oraz salą bankietową wyłącznie dla uczestników konferencji. Na przełomie lat 2007 i 2008 odnowiona została frontowa elewacja hotelu. Zostały przywrócone hotelowi kolory w jakich został oddany do użytku w 1912, a elewacja na parterze została wyłożona piaskowcem. Budynek zyskał również iluminacje. W latach 2010–2012 przeprowadzono renowację elewacji od strony dziedzińca, remont klatek schodowych, korytarzy oraz wind.

## W kulturze
Hotel Savoy jest miejscem akcji napisanej w 1924 przez Józefa Rotha powieści Hotel Savoy. W latach 1914–1915 działał tu kabaret Bi-Ba-Bo, z którym współpracował m.in. Julian Tuwim. W hotelu istniał klub literacki Pickwick, który odwiedzali m.in. Konstanty Ildefons Gałczyński, Józef Węgrzyn, Adolf Dymsza, Leon Schiller.
Nazwa hotelu została użyta również przez Juliana Tuwima w wierszu "Łódź": "(...) I ten sterczący głupio Savoy (...)".

## Przypisy

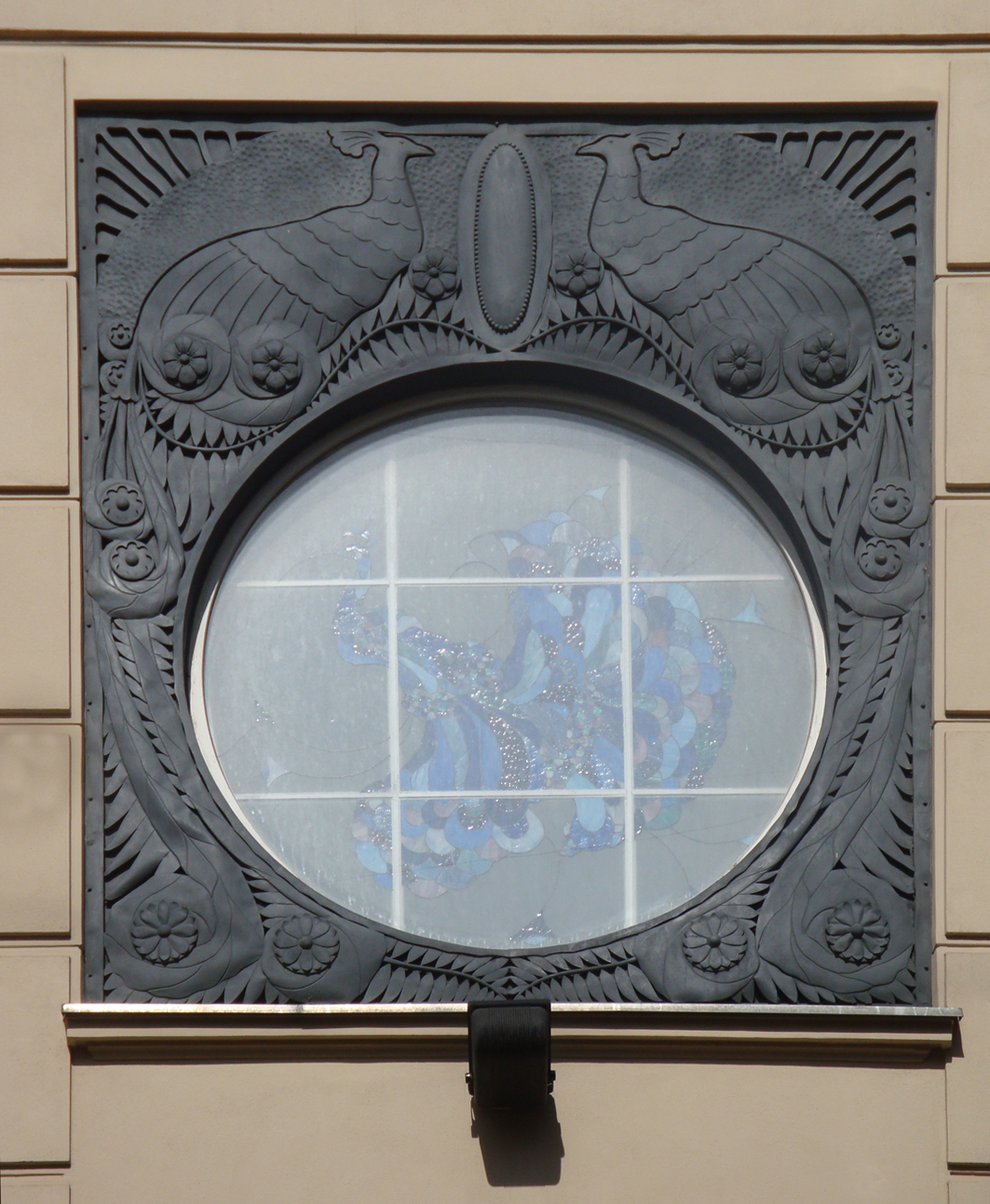
Secesyjne okno hotelu Savoy w Łodzi

## Znamienici goście
- Jan Machulski[8]